# 源信宗
源 信宗（みなもと の のぶむね）は、平安時代中期から後期にかけての貴族・歌人。三条源氏、敦明親王（小一条院）の子。官位は正四位下・備中守。院中将と号した。

## 経歴
臣籍降下して源朝臣を賜り侍従に任ぜられる。後朱雀朝の長久元年（1040年）に左近衛少将に任ぜられ、翌長久2年（1041年）には昇殿を聴された。その後、長久4年（1043年）右近衛中将、永承5年（1050年）頃に左近衛権中将に任ぜられるなど、後三条朝初頭の治暦4年（1068年）頃まで約30年近くに亘って近衛次将を務めた。
その後、民部大輔・備中守を歴任し、位階は正四位下に至る。白河朝初頭の延久6年（1074年）6月30日卒去。

## 人物
勅撰歌人として、『後拾遺和歌集』『金葉和歌集』に和歌作品1首ずつが採録されている。

## 官歴
- 時期不詳：侍従
- 長久元年（1040年） 12月21日：右近衛少将[2]
- 長久2年（1041年） 11月4日：昇殿[3]
- 長久4年（1043年） 9月19日?：右近衛中将[2]
- 永承5年（1050年）頃：左近衛権中将[2]
- 康平2年（1059年）頃：見正四位下[2]
- 治暦4年（1068年） 4月19日：見左近衛権中将[4]
- 時期不詳：民部大輔[5]
- 延久5年（1073年） 2月25日：見備中守[6]
- 延久6年（1074年） 6月30日：卒去[5][7]

## 系譜
- 父：敦明親王
- 母：瑠璃女御 - 源政隆の娘
- 妻：能登守憲清の娘（姓不明）
  - 男子：源行信
- 生母不明の子女
  - 男子：源定信
  - 男子：藤原信忠 - 藤原基忠の猶子[5]、一説に目賀田氏、三井氏の祖
  - 男子：源信慶
  - 男子：宗厳（1056-1119）